# Ferrovia Tunisi-Gabes
La ferrovia Tunisi-Gabes (detta anche Linea 5) è una linea ferroviaria della Tunisia lunga 415 km, a scartamento metrico, che collega la capitale Tunisi con Gabès passando per Susa e Sfax. I primi 153 km della linea, fino alla cittadina di M'saken, sono a doppio binario.
La linea é interessata da un traffico di treni interregionali che collegano le principali città lungo la costa orientale e treni merci. I primi 25 km della linea sono condivisi con i treni regionali che svolgono servizio suburbano della Linea A della capitale.

## Percorso
| Head station |

| Non-passenger station/depot on track |

| Unknown route-map component "CONTgq" | Unknown route-map component "ABZgr" |  |

| Stop on track |

| Stop on track |

| Stop on track |

| Stop on track |

| Stop on track |

| Stop on track |

| Stop on track |

| Station on track |

| Stop on track |

| Stop on track |

| Station on track |

| Stop on track |

| Stop on track |

| Stop on track |

| Stop on track |

| Stop on track |

| Station on track |

|  | Unknown route-map component "ABZgl" | Unknown route-map component "KDSTeq" |

| Station on track |

| Station on track |

| Station on track |

| Stop on track |

| Station on track |

| Station on track |

|  | Unknown route-map component "ABZgl" | Unknown route-map component "CONTfq" |

| Stop on track |

| Station on track |

| Stop on track |

| Station on track |

| Station on track |

| Unknown route-map component "KDSTaq" | Unknown route-map component "ABZgr" |  |

| Station on track |

| Stop on track |

| Station on track |

| Station on track |

| Station on track |

|  | Unknown route-map component "ABZg2" | Unknown route-map component "STRc3" |

|  | Straight track + Unknown route-map component "STRc1" | Unknown route-map component "STR+4" |

|  | Straight track | End station |

|  | Station on track |

|  | Straight track | Head station |

|  | Straight track | Stop on track |

|  | Straight track | Stop on track |

|  | Straight track | Small non-passenger station on track |

|  | Straight track | Junction both to and from left |

|  | Straight track + Unknown route-map component "STRc2" | Unknown route-map component "STR3" |

|  | Unknown route-map component "ABZg+1" | Unknown route-map component "STRc4" |

| Stop on track |

| Station on track |

| Station on track |

| Station on track |

| Station on track |

| Station on track |

| Stop on track |

| Station on track |

|  | Unknown route-map component "ABZgl" | Unknown route-map component "KDSTeq" |

|  | Unknown route-map component "ABZg+l" | Unknown route-map component "KDSTeq" |

| Station on track |

| Stop on track |

| Station on track |

| Station on track |

| Station on track |

| Unknown route-map component "CONTgq" | Unknown route-map component "ABZgr" |  |

| Unknown route-map component "CONTgq" | Unknown route-map component "ABZg+r" |  |

|  | Junction both to and from left | Unknown route-map component "KDSTeq" |

| Station on track |

| Unknown route-map component "CONTgq" | Unknown route-map component "ABZg+r" |  |

| Station on track |

|  | Unknown route-map component "ABZg+l" | Unknown route-map component "KDSTeq" |

| Non-passenger station/depot on track |

| Unknown route-map component "KDSTaq" | Unknown route-map component "ABZgr" |  |

|  | Unknown route-map component "ABZgl" | Unknown route-map component "KDSTeq" |

| End station |

## Estensione
Il progetto di estensione della linea fino al confine con la Libia fu ideato nel 1981 ma è stato posticipato svariate volte. Nel luglio 2024 i lavori di estensione della linea risultano appaltati fino alla cittadina di Médenine.